# Weidian, Gansu
Weidian är en köping i nordvästra Kina. Den ligger i Qin'an härad i staden Tianshui i provinsen Gansu, omkring 190 kilometer sydost om provinshuvudstaden Lanzhou. Antalet invånare är 26 896. Befolkningen består av 13 212 kvinnor och 13 684 män. Barn under 15 år utgör 18,0 %, vuxna 15-64 år 71 %, och äldre över 65 år 10,0 %.